# Anisus thermochukchensis
Anisus thermochukchensis е вид охлюв от семейство Planorbidae.

## Разпространение
Този вид е разпространен в Русия (Камчатка).